# Терни (станція)
Те́рни — вантажна залізнична станція 1-го класу Криворізької дирекції Придніпровської залізниці на лінії Рядова — Терни. Розташована на крайній півночі Кривого Рогу у мікрорайоні Терни. Є тупиковою станцію, наступною від нею є станція Рядова (6 км).
Станція обслуговує найбільше в Європі гірничодобувне підприємство — Північний гірничо-збагачувальний комбінат. Вона розташована у промисловій зон та має сучасне обладнання безпеки руху.

## Історія
1898 року, під час будівництва Катерининської залізниці, була відкрита невелика станція Терни, однак до сучасної станції Терни вона не має відношення. Частина дільниці від Жовтих Вод до Рокуватої була перенесена у 1950-х роках, у зв'язку з активною розробкою кар'єрів. Сучасна ж станція була побудована 1956 року на невеликій тупиковій гілці від станції Рядової. ⠀
Оскільки сучасна станція знаходиться неподалік від історичної станції Терни, вона отримала її назву. Так само станцію назвали за селищем Терни, яке раніше було поблизу залізниці, нині ж селища не існує — його переселили у зв'язку з будівництвом Північного ГЗК. Походження назви Терни — від куща, який росте в цій місцевості. ⠀
1956 року побудований невеликий типовий вокзал, але у зв'язку з тим, що станція виконує тільки вантажні операції, у ньому розташовуються службові приміщення та кабінет начальника станції.

## Пасажирське сполучення
Приміське сполучення по Тернам здійснюється у напрямку станції П'ятихатки (два рейси на прибуття та два на відправлення).